# Дойл, Кевин (футболист)
Ке́вин Э́двард Дойл (англ. Kevin Edward Doyle; 18 сентября 1983, Адамстаун) — ирландский футболист, нападающий.

## Карьера

### Клубная
В сентябре 2001 года Кевин подписал свой первый профессиональный контракт с клубом «Сент-Патрикс Атлетик». Всего за «Сент-Патрикс» Дойл сыграл 10 матчей, после чего перешёл в «Корк Сити».
В июне 2005 года Дойл подписал контракт с «Редингом» сроком на 2 года за 117.000 €. Поначалу Кевина использовали как запасного, но в связи с травмой Дэйва Китсона Дойл стал игроком основного состава, став регулярно забивать голы. Не без его помощи «Рединг» выиграл Чемпионат Футбольной лиги Англии. В премьер-лиге первый сезон выдался неплохим: Кевин — забил 13 мячей, а «Рединг» занял высокое 8 место. Следующий сезон стал для Дойла и для «Рединга» провальным: Кевин мало забивал, а «Рединг» финишировал лишь на 18 месте. Дойл вновь вернулся в Чемпионшип, но предложений от других команд не поступало.
В июне 2009 года Дойл перешёл в «Вулверхэмптон» за 6.500.000 ₤, подписав контракт, рассчитанный на 4 года. В итоге клуб занял 15 место.
20 марта 2015 года было объявлено о заключении Кевином контракта с «Колорадо Рэпидз». Соглашение сроком на 2,5 года должно было вступить в силу с 1 июля 2015 года, когда у Дойла завершится действующий контракт с «Вулверхэмптоном». Но к 6 мая клубы пришли к соглашению, что Кевин может присоединиться к американскому клубу раньше, чем планировалось. 23 мая 2015 года нападающий уже дебютировал в МЛС, выйдя на замену во встрече с «Ванкувер Уайткэпс».
28 сентября 2017 года Дойл объявил о завершении карьеры игрока в связи с участившимися головными болями.

### В сборной
Дойл начал играть в сборной Ирландии до 21 года и дебютировал 2 февраля 2004 года против сборной Португалии. В октябре 2005 года Кевин получил приглашение в основную сборную. Свой первый гол Дойл забил в матче против Сан-Марино в ноябре 2006 года.